# 邻苯二甲酸二丁酯
邻苯二甲酸二丁酯（Dibutyl phthalate，DBP）是一种常用的增塑剂，也用作胶粘剂和印刷油墨的添加剂。可溶於多种有机溶剂，如醇、醚和苯。DBP也用作一种杀体外寄生虫药。

## 制备
DBP可由正丁醇和邻苯二甲酸酐直接酯化得到。结构式为C6H4(COO(CH2)3CH3)2。

## 接触
欧盟委员会健康与环境风险科学委员会（SCHER）根据不同年龄段的尿样得出结论，认为一般人群中个人对於邻苯二甲酸二丁酯的总接触量低於每日耐受摄入量（TDI），只有在一些特殊人群中才需要努力减少接触。

## 肥胖
发表在《环境与健康展望》（Environmental Health Perspectives）上的一项由美国疾病控制与预防中心（CDC）数据得出的研究结果表明腹部肥胖或患有胰岛素抵抗（糖尿病的前兆）的美国男子与没有这些问题的男子相比，尿液中含有更高水平的DEHP和DBP代谢物。

## 法律监督

### 欧盟
这一物质在化妆品，包括指甲油中的使用都被欧盟指令76/768/EEC 1976禁止。. 
从1999年起，DBP在儿童玩具中的使用也受到了限制。

### 美国
2006年11月起，DBP被列入1986年加利福尼亚州65号提案可疑致畸物清单中，是一种可疑的内分泌干扰素，曾用在指甲油中。所有主要生产商都从2006年秋季开始减少这种物质在指甲油中的使用。 
DBP在儿童玩具和儿童保育用品中被永久禁止使用超过1000 ppm的浓度，是由《2008年消費品安全改善法》（Consumer Product Safety Improvement Act of 2008，CPSIA）中section 108规定的。